# Natura 2000-område nr. 19 Lundby Hede, Oudrup Østerhede og Vindblæs Hede
Natura 2000-område nr. 19 Lundby Hede, Oudrup Østerhede og Vindblæs Hede, også kaldt De Himmerlandske Heder, er fire større heder, Oudrup Østerhede, Vindblæs -, Lundby- og Ajstrup Hede, der alle er dannet som indlandsklitter på aflejringer af morænesand. Hederne er den sidste rest af en stor hede, som indtil slutningen af 1800-tallet dækkede en stor del af egnen mellem Løgstør, Nibe, Farsø og Aars. Naturplanområdet har et areal på 937 hektar, og er udpeget som EU-habitatområde. 857 ha af arealet er omfattet af naturbeskyttelseslovens § 3. Det meste af naturplanområdet er en del af en stor naturfredning på 1.300 hektar . Mellem Oudrup Østerhede og Lundby Hede løber Bruså, der er et tilløb til Dybvad Å; Øst for Ajstrup Hede løber Vidkær Å; Syd for Oudrup Østerhede ligger Rønhøj Plantage. Området har høj prioritet som levested for bilag II-arten Hedepletvinge, og er én af de sidste to kendte bestande syd for 
Limfjorden.
Natura 2000-planen er vedtaget i 2011, hvorefter kommunalbestyrelserne og Naturstyrelsen skal udarbejde bindende handleplaner, som skal sikre gennemførelsen af planen. Planen videreføres og videreudvikles i de kommende planperioder.
Natura 2000-planen er koordineret med vandplanen 1.2 Limfjorden.

## Eksterne kilder og henvisninger
1. ↑  Om fredningen  på fredninger.dk
2. ↑  Miljøstyrelsen Nordjylland (juni 2023). "Naturplan 2022-2027  Natura 2000-område nr. 19 Lundby Hede, Oudrup Østerhede og Vindblæs Hede" (PDF). mst.dk. Miljøstyrelsen. Arkiveret (PDF) fra originalen 26. marts 2024. Hentet 10. maj 2024.
3. ↑  
Miljøstyrelsen Nordjylland (2023). "Revideret basisanalyse 2022-2027  Natura 2000-område nr. 19 Lundby Hede, Oudrup Østerhede og Vindblæs Hede" (PDF). mst.dk. Miljøstyrelsen. Arkiveret (PDF) fra originalen 26. marts 2024. Hentet 10. maj 2024.

- Kort over området
- "Plandokumenter for Natura 2000-områderne i Jylland Nord  for perioden 2022-2027". mst.dk. Miljøstyrelsen. Arkiveret fra originalen 7. juni 2024. Hentet 7. juni 2024.